# Walter Peter (Politiker, 1926)
Walter Peter (* 29. März 1926 in Bregenz; † 5. Februar 1994 ebenda) war ein österreichischer Politiker (SPÖ) und Vorstandsvorsitzender der Vorarlberger Illwerke. Peter war von 1954 bis 1972 für die Sozialisten Abgeordneter zum Vorarlberger Landtag, wobei er von 1969 bis 1972 als deren Klubvorsitzender fungierte, und in den Jahren 1970/71 kurzfristig als Landesrat Mitglied der Vorarlberger Landesregierung.

## Leben und Wirken
Walter Peter wurde am 29. März 1926 als Sohn des Elektromonteurs und Landtagsabgeordneten Josef Peter und dessen Frau Maria in der Vorarlberger Landeshauptstadt Bregenz geboren. Er besuchte die Volksschule sowie die Unterstufe des Gymnasiums in Bregenz bis zum Jahr 1941. Ab Herbst 1941 wurde er Büroangestellter und technischer Zeichner bei der Agrarbezirksbehörde in Bregenz. Im April 1943 wurde er zunächst zum Reichsarbeitsdienst und anschließend ab November 1943 zum Kriegsdienst in der deutschen Wehrmacht eingezogen. Im Verlauf des Kriegs geriet er in jugoslawische Kriegsgefangenschaft, aus der er im Jahr 1946 zurückkehrte. Ab Herbst 1946 führte er seine Schulbildung am Bregenzer Gymnasium externistisch fort und trat im November 1946 der Sozialistischen Partei Österreichs bei. Im Jahr 1948 legte Walter Peter die Externistenmatura ab. In der Folge begann er ein Studium der Rechtswissenschaften an den Universitäten Wien und Innsbruck. An Letzterer wurde er im November 1951 zum Doktor der Rechte promoviert.
Nach dem Absolvieren des Gerichtsjahrs 1952 in Feldkirch trat Walter Peter am 1. Jänner 1953 als Verwaltungsjurist in den Dienst beim Landesarbeitsamt ein. Nach der Landtagswahl am 17. Oktober 1954 zog Walter Peter für die Sozialisten erstmals als Abgeordneter des Wahlbezirks Bregenz in den Vorarlberger Landtag ein. Beruflich erfolgte 1962 sein Eintritt bei den Vorarlberger Illwerken, dem landeseigenen Kraftwerks-Eigentümer. Nach der Landtagswahl 1964 wurde Peter von den Abgeordneten des XX. Vorarlberger Landtags zu dessen ersten Landtagsvizepräsidenten gewählt. 1967 erfolgte sein weiterer beruflicher Aufstieg mit der Beförderung zum Leiter der Abteilung Wasser- und Verkehrsrecht bei den Illwerken. Infolge der Landtagswahl 1969 wurde Walter Peter im XXI. Vorarlberger Landtag zweiter Landtagsvizepräsident sowie Klubvorsitzender des sozialistischen Landtagsklubs.
Am 24. Juni 1970 folgte er seinem Parteikollegen Hermann Stecher in dessen Funktion als Landesrat für Soziale Verwaltung, Fürsorge und Gesundheitswesen sowie die Landeskrankenanstalten Gaisbühel, Valduna und Landeskrankenhaus Feldkirch nach. Am 15. Dezember 1971 trat er jedoch als Landesrat wieder zurück und übergab das Amt seinem Nachfolger Ernst Winder. Nur wenige Monate später, am 20. April 1972, erfolgte auch sein Rücktritt als Landtagsabgeordneter, da er mit 1. April 1972 beruflich die Stelle des Direktors und Vorstandsvorsitzenden der Vorarlberger Illwerke übernommen hatte. Dies blieb er bis zu seiner Pensionierung im Jänner 1991. Am 5. Februar 1994 verstarb Walter Peter 67-jährig in seiner Heimatstadt Bregenz, in der er in den 70er- und 80er-Jahren noch als Mitglied der Stadtvertretung politisch tätig gewesen war.